# Challenger de Zagreb 2022
El torneo Zagreb Open 2022 fue un torneo de tenis perteneciente al ATP Challenger Tour 2022 en la categoría Challenger 80. Se trató de la 18.ª edición, el torneo tuvo lugar en la ciudad de Zagreb (Francia), desde el 9 hasta el 14 de mayo de 2022 sobre pista de tierra batida al aire libre.

## Jugadores participantes del cuadro de individuales
| Favorito | País                            | Jugador               | Rank1 | Posición en el torneo |
| -------- | ------------------------------- | --------------------- | ----- | --------------------- |
| 1        | Bandera de Australia            | Jordan Thompson       | 87    | Primera ronda         |
| 2        | Bandera de Australia            | Aleksandar Vukic      | 128   | Primera ronda         |
| 3        | Bandera de Australia            | Christopher O'Connell | 129   | Primera ronda         |
| 4        | Bandera de Bosnia y Herzegovina | Damir Džumhur         | 162   | Baja                  |
| 5        | Bandera de República Checa      | Vít Kopřiva           | 167   | Segunda ronda         |
| 6        | Bandera de Australia            | Jason Kubler          | 173   | Semifinales           |
| 7        | Bandera de Argentina            | Juan Pablo Ficovich   | 182   | Primera ronda         |
| 8        | Bandera de Italia               | Federico Gaio         | 183   | Segunda ronda         |

- 1 Se ha tomado en cuenta el ranking del 2 de mayo de 2022.

### Otros participantes
Los siguientes jugadores recibieron una invitación (wild card), por lo tanto ingresan directamente al cuadro principal (WC):
- Mili Poljičak
- Dino Prižmić
- Kalin Ivanovski

Los siguientes jugadores ingresan al cuadro principal tras disputar el cuadro clasificatorio (Q):
- Nerman Fatić
- Carlos Gimeno Valero
- Fábián Marozsán
- Filip Misolic
- Maximilian Neuchrist
- Wu Yibing

## Campeones

### Individual Masculino
- Filip Misolic derrotó en la final a  Mili Poljičak, 6–3, 7–6(6)

### Dobles Masculino
- Adam Pavlásek /  Igor Zelenay derrotaron en la final a  Domagoj Bilješko /  Andrey Chepelev, 4–6, 6–3, [10–2]